# Viktor Smolej
Viktor Smolej, slovenski literarni zgodovinar, kritik, slovakist, prevajalec, urednik, teatrolog in leksikograf, * 15. oktober 1910, Prvačina, † 6. april 1992, Ljubljana

## Življenje
Klasično gimnazijo je končal v Ljubljani leta 1929. Nato je od leta 1929 do 1933 študiral slavistiko na Univerzi v Ljubljani in leta 1933 je diplomiral iz južnoslovanske književnosti in srbohrvaškega jezika. Med letom 1933 in 1934 se je izpopolnjeval na Univerzi v Bratislavi v slovaškem jeziku in književnosti. Po vrnitvi je od leta 1934 do leta 1936 sodeloval v uredništvu publikacij MD in M v Ljubljani. Tedaj je učil na gimnaziji v Murski Soboti in po opravljenem profesorskem izpitu leta 1939 je bil ob novem šolskem letu premeščen v Maribor. Tu je učil na meščanski gimnaziji in na učiteljišču do nemške okupacije. Leta 1941 so ga Nemci zaprli in preselili v Srbijo. Službe na gimnaziji v Prokuplju ni sprejel in se je vrnil v Ljubljano, kjer je bil zaposlen do odhoda v partizane leta 1943. V Ljubljani je delal kot aktivist OF od leta 1942 dalje in bil zato v tržaških zaporih nekaj mesecev v letu 1943. Po osvoboditvi je delal na prosvetnem ministrstvu. Od leta 1947 do upokojitve je učil na Filozofski fakulteti v Ljubljani, najprej kot lektor za slovaščino, od leta 1962 pa kot predavatelj za slovaški jezik, poleg tega je od leta 1964 več let poučeval tudi metodiko pouka slovenskega jezika ter bil član in izpraševalec komisije za profesorski izpit. Honorarni predavatelj za slovaški jezik je bil še dve leti po upokojitvi, nato je od 1974 do 1976 vodil brezplačne tečaje slovaščine za študente etnologije in slavistike. Bil je častni član Slavističnega društva in zaslužni član Slovenske matice.

## Znanstveno delo
Smolej se je večkrat izpopolnjeval na Slovaškem, Češkem in Poljskem. S samostojnimi referati je sodeloval na številnih slavističnih zborovanjih in mednarodnih simpozijih (Bled, Ohrid, Sofija, Bratislava …). Bil je tajnik in predsednik Slavističnega društva (1953–1954). Prizadeval si je za ustanovitev slovenskega lektorata v Bratislavi in mu pomagal pri njegovem delovanju. Prejel je več visokih odlikovanj (red zaslug za narod, medaljo Univerze v Bratislavi, nagrado sklada B. Kidriča …). Prevajal je iz slovaščine, češčine, lužiške srbščine, raziskoval češko in slovaško-slovenske literarne stike in poročal o češki in slovaški literaturi in kulturi. Na področju slovenistike je raziskoval zlasti literaturo med NOB, objavil o njej več razprav in sintetičen literarnozgodovinski oris. Sodeloval je pri Slovenskem biografskem leksikonu in Enciklopediji Jugoslavije, izdal dramski leksikon s podatki o slovenskih dramatikih in gledaliških delavcih. Uredil je izbrano delo J. Kersnika, F. K. Meška in I. Roba ter posamezne knjižne izdaje drugih avtorjev.

## Dela
- Slovenski dramski leksikon I–II (1961–1962) (COBISS)
- Slovstvo v letih 1941–1945 (COBISS)
- Slovenski gledališki leksikon (soavtor) I–III (1972) (COBISS)
- Slovaško-slovenski slovar (1976) (COBISS)
- Avrelij Avguštin, Izpovedi (1978) (COBISS)
- Partizansko šolstvo na Slovenskem (1981) (COBISS)
- Slovensko-slovaški slovar (1983) (COBISS)
- Sava na Slovenskem (1987) (COBISS)

## Prevodi
- Hiša v bregu,  Martin Kukučín, Ljubljana, Jugoslovanska knjigarna, 1935 (COBISS)
- Demokrati, Janko Jesensky, Ljubljana, Slovenčeva knjižnica XXI, 1943 (COBISS)
- Neorano polje, Peter Jilemnický, Ljubljana, Cankarjeva založba, 1947 (COBISS)
- Nepremagljiva enajstorica,  Eduard Bass, [Ljubljana],Mladinska knjiga, 1956 (COBISS) (COBISS)
- Robinzonka, Marie Majerová,  Mladinska knjiga, 1957(COBISS)
- Jarný deň,  Ciril Kosmač,(v slovaščini) Bratislava. Slovenský spisovateĺ, 1957 (COBISS)
- Advent, Jarmila Glazarova, Maribor, Obzorja 1959 (COBISS)
- Sonce nad gorami. Del 1, Mladost na samoti, Ľudo Ondrejov, Maribor, Obzorja, 1961 (COBISS)
- Sonce nad gorami. Del 2, Viharni svet, Ľudo Ondrejov, Maribor, Obzorja, 1961  (COBISS)
- Rdeče vino, František Hečko, Cankarjeva založba v Ljubljani, 1962  (COBISS)
- Smrt hodi po hostah, Vladimír Mináč,Ljubljana,Prešernova družba, 1964 (COBISS)
- Življenje brez konca, František Švantner,  Maribor, Obzorja 1964 (COBISS)
- Največji Pierot, František Kožík, Ljubljana, Mladinska knjiga, 1966 (COBISS)
- Mojstri,  Vincent Šikula (Z Avgusto Smolej),Murska Sobota,Pomurska založba, 1979 (COBISS)
- Zelena premičnica Zemlja, Tallo, Jozef A.,Ljubljana, Mladinska knjiga, 1980 (COBISS)

## Dela o Viktorju Smoleju
- Leksikon slovenska književnost. Ljubljana: Cankarjeva založba, 1982.
- Leksikon. Ljubljana: Cankarjeva založba, 1994.
- Primorski slovenski biografski leksikon. Gorica: Goriška Mohorjeva družba, 1988.
- Andrej Rozman: Viktor Smolej – osemdesetletnik. SR 40 (1992). 3–4.
- Andrej Rozman: Bibliografija Viktorja Smoleja: ob osemdesetletnici. SR 40 (1992). 123–142.